# Andrena transnigra
Andrena transnigra är en biart som beskrevs av Henry Lorenz Viereck 1904. Andrena transnigra ingår i släktet sandbin, och familjen grävbin. Inga underarter finns listade i Catalogue of Life.